# Parco nazionale naturale Džarylhac'kyj
Il parco nazionale naturale Džarylhac'kyj (in ucraino: Джарилгацький національний природний парк, Džarylhac'kyj nacional'nyj pryrodnyj park) è un'area naturale protetta situata nel distretto di Skadovs'k, regione di Cherson, sull'isola Džarylhač nell'Ucraina meridionale. 
Il parco è formato dall'omonima isola, l'acquatorio del golfo di Džarylhač e la battigia tra Lazurne e Skadovs'k.

## La storia
Il parco naturale è stato istituito l'11 dicembre 2009 in base al decreto del presidente Viktor Juščenko con lo scopo di preservare i complessi naturali, storici e culturali del nord della costa del Mare Nero. Il parco nazionale del Džarylhac'kyj è composto da 10.000 ettari di proprietà demaniale.

## Il processo di creazione
L'isola Džarylhač e le acque adiacenti sono state la base d'interesse per la creazione del parco. Questa zona, importante per la conservazione degli habitat del Mare Nero e delle specie (uccelli in primis) che abitano, ha attirato l'attenzione di ricercatori e conservazionisti già dalla fine del secolo scorso. Nel 1923 l'isola divenne infatti parte della riserva Askania Nova e nel 1927 entrò a far parte delle riserve naturali dello Stato. Nel 1937, con l'abrogazione delle rete di riserve naturali statali, questa fascia di territorio diventò proprietà agricola collettiva, destinata anche poi intorno al 1960 alla creazione di piantagioni forestali di protezione. Solo nel 1974, nella parte nord-est dell'isola venne istituita la riserva di Džarylhac'kyj per proteggere specie come il Chrysopogon gryllus, e nel 1997, fu poi ripreso il lavoro per la creazione di un vero e proprio parco nazionale, istituito ufficialmente nel 2009.
Secondo il decreto presidenziale, l'autorità governativa ha quindi l'obbligo di garantire:
- la formazione ed il funzionamento della amministrazione del parco nazionale Džarylhac'kyj;
- nel 2010-2012, lo sviluppo e l'approvazione del Progetto organizzazione della protezione e restauro del parco nazionale del Džarylhac'kyj e uso ricreativo di suoi complessi e oggetti naturali;
- fornire per gli anni seguenti i fondi necessari per il funzionamento del parco nazionale Džarylhac'kyj.

## Flora
Il parco comprende diverse formazioni vegetali e paesaggistiche, quali: steppa, pascoli e zone umide. Inoltre, una grande percentuale dell'area è occupata da impianti forestali artificiali.
La flora del parco comprende circa 500 specie pterofite (252 famiglie) e piante tracheofite (72 famiglie). Vi sono numerose specie endemiche, (54, equivalenti al 10,82% della flora totale).
Il Red Book delle specie a rischio dell'Ucraina elenca 21 specie di piante, fra cui: Centaurea breviceps, Dianthus bessarabicus, Anacamptis coriophora, Anacamptis palustris, Anacamptis laxiflora, Orchis picta, Chrysopogon gryllus, Crámbe póntica,  Stipa capillata, Stipa borysthenica, Epipactis palustris, Medicago marina, Cladium mariscus, Asphodeline lutea.
Inoltre, le seguenti specie sono considerate a rischio anche a livello continentale europeo: Dianthus bessarabicus, Puccinellieta syvaschicae, Suaeda baccifera, Asphodeline lutea.

## Fauna
La fauna del Mare Nero conta circa 80 specie. Una delle specie più comuni sono le specie della famiglia Gobiidae, le quali hanno elevato valore per i pescatori locali. Importante è anche la presenza di: razze, platessa, acciughe, aringhe, alacce, triglie, diplodus, pesce azzurro e aguglie.
L'unico rappresentante degli squali nel Mar Nero è lo  spinarolo (Squalus acanthias ponticus), che non è considerato pericoloso per l'uomo.
L'area protetta vanta anche la presenza del cavalluccio del Mare Nero (Hippocampus guttulatus microstephanus), considerato quasi scomparso in altre aree a causa di una pesca eccessiva, anche a fini turistico-ricreativi. 
Queste specie sono registrate nel Red Book delle specie a rischio dell'Ucraina, il quale include anche altre specie marine presenti nell'area: Huso huso Pontico, Acipenser gueldenstaedtii solchica, Acipenser stellatus, Salmo trutta labrax. La gran parte di queste specie è considerata a rischio a causa della scomparsa o modifica degli habitat necessari per la riproduzione. Habitat scomparsi a causa dell'incontrollato sfruttamento idrico delle acque, l'inquinamento delle stesse e della pesca illegale.
Sempre nel parco sono presenti oltre una dozzina di specie di granchi, molte delle quali vive nella bassa zona costiera. Le specie più comuni sono: Spinifrons Eriphia, Eriphia verrucosa, Pachygrapsus marmoratus, Macropipus holsatus e Diogenes pugilator, la raccolta dei quali è vietata. Tra gli altri decapodi vi sono tre tipi di gamberetti comuni: Upogebia pusilla, Palaemon elegans, Palaemon adspersus, quest'ultimo particolarmente minacciato dalla pesca eccessiva.
Infine, tra i molluschi che popolano i fondali sabbiosi del mare del Golfo di Džarylhač, i più diffusi sono Mytilus galloprovincialis, Donax trunculus, Chamelea gallina, Anadara inaequivalvis, Cerastoderma glaucum, Rapana venosa, Calyptraea chinensis, Flexopecten ponticus.

## Zone umide di importanza internazionale
Il parco Džarylhac'kyj è parte di una zona umida di importanza internazionale denominata "Karkinitskyj e Džarylhac'kyj". La riserva ornitologica "Baia Karkinitskyj" (27.646 ettari), istituita nel 1957, le "Isole dei cigni" (9612 ettari) nella Riserva Naturale della Crimea e la Riserva Botanica Nazionale "Džarylhac'kyj" (300 ettari), creata nel 1974, fanno parte della rete dei siti della convenzione di Ramsar. Lo sfruttamento delle risorse naturali e attività ricreative sono vietate all'interno di queste aree.